# Fußball-Stadtauswahl Leipzig
Die Fußball-Stadtauswahl Leipzig ist die Zusammenfassung mehrerer Fußballspieler von unterschiedlichen Fußballklubs der Stadt Leipzig zur Austragung von Städtespielen, die zunächst Freundschaftsspielcharakter hatten, später im Rahmen des Messestädte-Pokals in Turnierform ausgetragen wurden.

## Geschichte
Städteauswahlspiele wurden bereits in den Anfangsjahren des wettkampfmäßigen Fußballsports ausgetragen. So fand bereits am 24. November 1897 die Begegnung Prag – Leipzig statt, bei der auf Leipziger Seite Spieler vom VfB Leipzig, Wacker Leipzig und vom Leipziger BC 1893 teilnahmen.
Weitere Städtespiele (Auswahl):
- 10. Dezember 1905: Leipzig – Berlin 2:2
- 30. Oktober 1912: Leipzig – Halle 4:1
- 30. Oktober 1916: Leipzig – Dresden 2:2
- 21. Juli 1926: Leipzig – Moskau 2:5
- 7. Mai 1933: Stettin – Leipzig 2:8
- Juni 1945: Leipzig – Dessau 2:4
Leipzig: Heim – Schön, Werner Brembach – Fritz Gödicke, Rolf Sommer, Walter Rose – Respondek II, Zander, Respondek I, Clauß, Heinz Fröhlich
- 30. Mai 1946: Dresden – Leipzig 8:4
- 16. Februar 1947: Chemnitz – Leipzig 2:1
- 16. April 1950: Landesauswahl Sachsen – Stadtauswahl Leipzig 1:3
- 4. März 1951: Leipzig – Düsseldorf 3:4
Leipzig: Günter Busch (BSG Chemie Leipzig) – Werner Brembach (Chemie), Fritz Gödicke (Chemie), Gerhard Polland (Chemie), Werner Eilitz (Chemie), Horst Scherbaum (Chemie), Gerhard Helbig (Chemie), Rudolf Krause (Chemie), Gerhard Matthäus (BSG Einheit Ost Leipzig), Heinz Fröhlich (Chemie), Heinz Wagner (Markranstädt)
Torschützen: 1:0 Helbig (7.), 2:1 Krause (18.), 3:2 Fröhlich (47.)
Zuschauer: 45.000 im Bruno-Plache-Stadion
- 2. September 1951: Leipzig – Lübeck 4:2
- 27. März 1957: DDR-Nationalmannschaft – Leipzig 1:6

## Beteiligung im Messepokal
Die Leipziger Stadtauswahl beteiligte sich von Anfang an am Messestädte-Pokal. Sie wurde bis zum Wettbewerb 1962/63 aus Spielern des SC Lokomotive und des SC Rotation gebildet. Danach wurde die Stadt vom SC Leipzig und zuletzt vom 1. FC Lokomotive Leipzig vertreten. Im Spiel Royale Union Saint-Gilloise (Belgien) – Leipzig (6:1) der Saison 1958/60 wirkte ein einziges Mal mit Rolf Nitzsche von Fortschritt Pegau ein Nicht-Leipziger in der Stadtauswahl mit. Pegau spielte zu dieser Zeit in der fünftklassigen Bezirksklasse Leipzig. In den ersten drei Pokalwettbewerben kamen die Leipziger nicht über die 1. Runde hinaus, 1961/62 und 1962/63 erreichte die Auswahl die 2. Runde. Die Auswahl bestritt 17 Spiele, davon wurden sieben gewonnen, eins endete unentschieden und neun gingen verloren. Es wurde ein Torverhältnis von 29:35 erzielt. Eingesetzt wurden 39 Spieler (23 vom SC Lokomotive, 15 vom SC Rotation, 1 Pegau). Beteiligt war sechs Trainer.

## Messepokal-Aufstellungen

### Messestädte-Pokal 1955–1958
| 1. Runde 6. März 1956: Leipzig – FC Lausanne-Sport 6:3 |
| --- |
| Leipzig: Günter Busch (L) – Manfred Bauer (R), Werner Knaust (R), Karl-Heinz Brandt (L) – Horst Scherbaum (R), Siegfried Fettke (R) – Horst Lembke (R), Rudolf Krause (L), Günter Konzack (L), Rainer Baumann (L), Werner Walther (L) – Trainer: Heinz Krügel (R) Torschützen: 1:0 Walther (5.), 2:0 Konzack (9.), 3:1 Krause (23.), 4:2 Krause (36.), 5:3 Fettke 69.), 6:3 Konzack (82.) Zuschauer: 27.000 |
| 21. Oktober 1956: FC Lausanne-Sport – Leipzig 7:3 |
| Leipzig: Günter Busch (L) – Manfred Bauer (R), Hans-Dieter Busch (L), Karl-Heinz Brandt (L) – Siegfried Fettke (R), Horst Scherbaum (R) – Günter Behne (L), Werner Walther (L / 46. Arnulf Pahlitzsch/L), Rainer Baumann (L), Günther Konzack (L), Heinz Fröhlich (L) – Trainer: Fritz Wittenbecher (L) Torschützen: 0:1 Walther (13.), 5:2 Behne (58.), 7:3 Fröhlich (70.) Zuschauer: 4.500                |

### Messestädte-Pokal 1958–1960
| 1. Runde 29. Oktober 1958: Royale Union Saint-Gilloise – Leipzig 6:1 |
| --- |
| Leipzig: Wolfgang Pröhl (R / 64. Günter Busch/L) – Manfred Bauer (R), Horst Scherbaum (R), Klaus Pfeufer (R) – Siegfried Fettke (R), Dieter Fischer (L) – Werner Gase (L), Rudolf Krause (L), Dieter Scherbarth (L), Rolf Nitzsche (Pegau), Rainer Trölitzsch (R) – Trainer: Alfred Kunze (L) / Hans Studener (R) Torschütze: 6:1 Scherbarth (86.) Zuschauer: 3.000 |
| 4. März 1959: Leipzig – Royale Union Saint-Gilloise 1:0 |
| Leipzig: Wolfgang Klank (R) – Heinz Herrmann (L), Karl-Heinz Brandt (L), Manfred Bauer (R) – Dieter Fischer (L), Siegfried Fettke (R) – Werner Gase (L), Rudolf Krause (L), Dieter Scherbarth (L), Günter Stiller (L), Günter Behne (L) – Trainer: Alfred Kunze Torschütze: Scherbarth (64.) Zuschauer: 35.000                                                      |

### Messestädte-Pokal 1960/61
| 1. Runde 11. September 1960: Leipzig – Belgrad XI 5:2 |
| --- |
| Leipzig: Dieter Sommer (L) – Heinz Herrmann (L), Dieter Scherbarth (L), Klaus Pfeufer (R) – Dieter Fischer (L), Michael Faber (R) – Werner Gase (L), Rudolf Krause (L), Rainer Trölitzsch (R), Henning Frenzel (L), Klaus Heydenreich (L) – Trainer: Alfred Kunze (L) Torschützen: 1:0 Heydenreich (29.), 2:1 Frenzel (34.), 3:1 Heydenreich (38.), 4:2 Krause (76), 5:2 Trölitzsch (87.) Zuschauer: 35.000 |
| 19. Oktober 1960: Belgrad – Leipzig 4:1 |
| Leipzig: Dieter Sommer (L) – Manfred Bauer (R), Dieter Scherbarth (L) – Klaus Pfeufer (R), Dieter Fischer (L) – Michael Faber (R), Günter Stiller (L), Rudolf Krause (L), Rainer Trölitzsch (R), Karl Drößler (L), Klaus Heydenreich (L) – Trainer: Alfred Kunze (L) Torschütze: 1:1 Stiller (24.) Zuschauer: 16.000                                                                                        |
| Entscheidungsspiel – 9. November 1960: Belgrad – Leipzig 2:0 |
| Leipzig: Dieter Sommer (L) – Manfred Bauer (R), Dieter Scherbarth (L), Klaus Pfeufer (R) – Michael Faber (R), Heinz Herrmann (L) – Henning Frenzel (L), Rudolf Krause (L), Rainer Trölitzsch (R), Karl Drößler (L), Klaus Heydenreich (L) – Trainer: Alfred Kunze (L) Zuschauer: 1.500 in Budapest |

### Messestädte-Pokal 1961/62
| 1. Runde 27. September 1961: Spartak Brünn – Leipzig 2:2 |
| --- |
| Leipzig: Dieter Sommer (L) – Heinz Herrmann (L), Dieter Scherbarth (L), Peter Gießner (L) – Dieter Fischer (L), Michael Faber (R) – Werner Gase (L), Karl Drößler (L), Rainer Trölitzsch (R), Arno Zerbe (R), Dieter Engelhardt (R) – Trainer: Alfred Kunze (R) Torschütze: 1:1, 1:2 Trölitzsch (13., 44.) Zuschauer: 3.000                         |
| 4. Oktober 1961: Leipzig – Spartak Brünn 4:1 |
| Leipzig: Wolfgang Klank (R) – Michael Faber (R), Dieter Scherbarth (L), Klaus Pfeufer (R) – Peter Gießner (L), Karl Drößler (L) – Henning Frenzel (L), Werner Gase (L), Rainer Trölitzsch (R), Dieter Fischer (L), Arno Zerbe (R) – Trainer: Alfred Kunze (R) Torschützen: 1:0, 2:0 Frenzel (17., 21.), 3:0, 4:0 Zerbe (36., 55.) Zuschauer: 20.000 |
| 2. Runde 7. November 1961: MTK Budapest – Leipzig 3:0 |
| Leipzig: Wolfgang Klank (R) – Karl Drößler (L), Michael Faber (R), Klaus Pfeufer – Peter Gießner (L), Manfred Geisler (R) – Werner Gase (L), Dieter Fischer (L), Rainer Trölitzsch (R), Arno Zerbe (R), Dieter Engelhardt (R) – Trainer: Alfred Kunze (R) Zuschauer: 5.000                                                                          |
| 15. November 1961: Leipzig – MTK Budapest 3:0 |
| Leipzig: Dieter Sommer (L) – Karl Drößler (L), Michael Faber (R), Klaus Pfeufer – Peter Gießner (L), Manfred Geisler (R) – Henning Frenzel (L), Dieter Fischer (L), Rainer Trölitzsch (R), Arno Zerbe (R), Dieter Engelhardt (R) – Trainer: Alfred Kunze (R) Torschützen: 1:0 Frenzel (18.), 2:0 Engelhardt (76.), Frenzel (81.) Zuschauer: 15.000  |
| Entscheidungsspiel – 3. November 1961: MTK Budapest – Leipzig 2:0 |
| Leipzig: Dieter Sommer – Dieter Scherbarth (L), Michael Faber (R), Klaus Pfeufer – Peter Gießner (L), Karl Drößler (L) – Werner Gase (L), Dieter Fischer (L), Rainer Trölitzsch (R), Henning Frenzel (L), Arno Zerbe (R) – Trainer: Alfred Kunze (R) Zuschauer: 3.000 in Bratislava                                                                 |

### Messestädte-Pokal 1962/63
| 1. Runde 3. Oktober 1962: FK Vojvodina Novi Sad – Leipzig 1:0 |
| --- |
| Leipzig: Horst Weigang (L) – Peter Gießner (L), Michael Faber (R), Klaus Pfeufer – Karl Drößler (L), Manfred Geisler (R) – Werner Gase (L), Dieter Fischer (L), Rainer Trölitzsch (R), Henning Frenzel (L), Dieter Engelhardt (R) – Trainer: Martin Schwendler (R) Zuschauer: 6.000                                                 |
| 17. Oktober 1962: Leipzig –FK Vojvodina Novi Sad 2:0 |
| Leipzig: Horst Weigang (L) – Peter Gießner (L), Michael Faber (R), Klaus Pfeufer – Karl Drößler (L), Manfred Geisler (R) – Werner Gase (L), Dieter Fischer (L), Rainer Trölitzsch (R), Arno Zerbe (R), Dieter Engelhardt (R) – Trainer: Martin Schwendler (R) Torschützen: 1:0 Fischer (3.), 2:0 Trölitzsch (76.) Zuschauer: 25.000 |
| 2. Runde 7. November 1962: Petrolul Ploiești – Leipzig 1:0 |
| Leipzig: Horst Weigang (L) – Peter Gießner (L), Michael Faber (R), Klaus Pfeufer – Karl Drößler (L), Manfred Geisler (R) – Klaus Lisiewicz (R), Dieter Fischer (L), Rainer Trölitzsch (R), Arno Zerbe (R), Dieter Engelhardt (R) – Trainer: Martin Schwendler (R) Zuschauer: 20.000                                                 |
| 28. November 1962: Leipzig – Petrolul Ploiești 1:0 |
| Leipzig: Horst Weigang (L)– Peter Gießner (L), Michael Faber (R), Klaus Pfeufer – Karl Drößler (L), Manfred Geisler (R) – Henning Frenzel (L), Dieter Fischer (L), Rainer Trölitzsch (R), Arno Zerbe (R), Dieter Engelhardt (R) – Trainer: Martin Schwendler (R) Torschütze: Fischer (25.) Zuschauer: 30.000                        |
| Entscheidungsspiel – 9. Dezember 1962: Petrolul Ploiești – Leipzig 1:0 |
| Leipzig: Peter Nauert (L) – Peter Gießner (L), Michael Faber (R), Klaus Pfeufer – Karl Drößler (L), Manfred Geisler (R) – Werner Gase (L), Dieter Fischer (L), Wolfgang Behla (R), Arno Zerbe (L), Kurt Seidlitz (L) – Trainer: Martin Schwendler (R) Zuschauer: 3.000 in Budapest                                                  |

(L: SC Lokomotive, R: SC Rotation)

### Spielerstatistik
| Spieler            | Sportclub     | Jahre     | Spiele | Tore |
| ------------------ | ------------- | --------- | ------ | ---- |
| Bauer, Manfred     | SC Rotation   | 1956–1960 | 6      |      |
| Baumann, Rainer    | SC Lokomotive | 1956      | 2      |      |
| Behla, Wolfgang    | SC Rotation   | 1962      | 1      |      |
| Behne, Günter      | SC Lokomotive | 1956–1959 | 2      | 1    |
| Brandt, Karl-Heinz | SC Lokomotive | 1956–1959 | 3      |      |
| Busch, Günter      | SC Lokomotive | 1956–1958 | 2      |      |
| Busch, Hans-Dieter | SC Lokomotive | 1956      | 1      |      |
| Drößler, Karl      | SC Lokomotive | 1960–1962 | 12     |      |
| Engelhardt, Dieter | SC Rotation   | 1961–1962 | 7      | 1    |
| Faber, Michael     | SC Rotation   | 1960–1962 | 13     |      |
| Fettke, Siegfried  | SC Rotation   | 1956–1959 | 4      | 1    |
| Fischer, Dieter    | SC Lokomotive | 1959–1962 | 13     | 2    |
| Frenzel, Henning   | SC Lokomotive | 1960–1962 | 7      | 5    |
| Fröhlich, Heinz    | SC Lokomotive | 1956      | 1      | 1    |
| Gase, Werner       | SC Lokomotive | 1958–1962 | 10     |      |
| Gießner, Peter     | SC Lokomotive | 1961–1962 | 10     |      |
| Geisler, Manfred   | SC Rotation   | 1961–1962 | 7      |      |
| Herrmann, Heinz    | SC Lokomotive | 1959–1961 | 4      |      |
| Heydenreich, Klaus | SC Lokomotive | 1960      | 3      | 2    |
| Klank, Wolfgang    | SC Rotation   | 1958–1961 | 3      |      |
| Knaust, Werner     | SC Rotation   | 1956      | 1      |      |
| Konzack, Günter    | SC Lokomotive | 1956      | 2      | 2    |
| Krause, Rudolf     | SC Lokomotive | 1956–1960 | 6      | 3    |
| Lembke, Horst      | SC Rotation   | 1956      | 1      |      |
| Lisiewicz, Klaus   | SC Rotation   | 1962      | 1      |      |
| Nauert, Peter      | SC Lokomotive | 1962      | 1      |      |
| Nitzsche, Rolf     | Pegau         | 1958      | 1      |      |
| Pahlitzsch, Arnulf | SC Lokomotive | 1956      | 1      |      |
| Pfeufer, Klaus     | SC Rotation   | 1958–1962 | 13     |      |
| Pröhl, Wolfgang    | SC Rotation   | 1958      | 1      |      |
| Scherbarth, Dieter | SC Lokomotive | 1958–1961 | 8      | 2    |
| Scherbaum, Horst   | SC Rotation   | 1956–1958 | 3      |      |
| Seidlitz, Kurt     | SC Lokomotive | 1962      | 1      |      |
| Sommer, Dieter     | SC Lokomotive | 1960–1961 | 6      |      |
| Stiller, Günter    | SC Lokomotive | 1959–1960 | 2      | 1    |
| Trölitzsch, Rainer | SC Rotation   | 1960–1962 | 13     | 4    |
| Walther, Werner    | SC Lokomotive | 1956      | 2      | 2    |
| Weigang, Horst     | SC Lokomotive | 1962      | 4      |      |
| Zerbe, Arno        | SC Rotation   | 1961–1962 | 9      | 2    |

### Trainer
| Jahre     | Name                         | Sportclub         | Spiele |
| 1956      | Heinz Krügel                 | SC Rotation       | 1      |
| 1956      | Fritz Wittenbecher           | SC Lokomotive     | 1      |
| 1958      | Alfred Kunze / Hans Studener | SC Lok. / SC Rot. | 1      |
| 1959–1961 | Alfred Kunze                 | SC Lokomotive     | 9      |
| 1962      | Martin Schwendler            | SC Rotation       | 5      |